# Spathiphyllum lechlerianum
Spathiphyllum lechlerianum är en kallaväxtart som beskrevs av Heinrich Wilhelm Schott. Spathiphyllum lechlerianum ingår i släktet Spathiphyllum och familjen kallaväxter. Inga underarter finns listade.